# Benidorm Fest 2023
La seconda edizione del Benidorm Fest si è svolta dal 31 gennaio al 4 febbraio 2023 presso il Palau Municipal d'Esports l'Illa di Benidorm e ha selezionato il rappresentante della Spagna all'Eurovision Song Contest 2023 a Liverpool.
La vincitrice è stata Blanca Paloma con Eaea.

## Organizzazione
Nel giugno 2022 l'emittente Radiotelevisión Española (RTVE) ha confermato la partecipazione della Spagna all'Eurovision Song Contest 2023, annunciando inoltre l'organizzazione della seconda edizione del Benidorm Fest per selezionare il proprio rappresentante.
Il 19 luglio 2022 sono stati resi noti tutti i dettagli relativi all'evento. Come nell'edizione precedente, il concorso si è svolto in due semifinali e una finale, in cui diciotto candidati hanno eseguito dal vivo i loro brani.
Il successivo 1º settembre l'emittente ha dato la possibilità agli aspiranti partecipanti di inviare i propri brani entro il 10 ottobre dello stesso anno, con la condizione che le canzoni fossero principalmente scritte in lingua spagnola o in una delle sue lingue co-ufficiali e che gli artisti partecipanti fossero cittadini o residenti permanenti in Spagna.
Il pubblico (rappresentato dal televoto e da una giuria demoscopica composta da un campione della popolazione spagnola di 350 individui selezionato con criteri statistici) e una giuria internazionale hanno votato le loro canzoni preferite, con il risultato finale determinato dalla combinazione dei vari punteggi.

### Giuria
La giuria è stata composta da:
- Nina, cantante, attrice e rappresentante della Spagna all'Eurovision Song Contest 1989;
- Irene Valiente, conduttrice radiofonica;
- José Juan Santana, presidente di OGAE Spagna;
- Tali Eshkoli, capodelegazione di Israele all'Eurovision Song Contest;
- Nicola Caligiore, ex-capodelegazione dell'Italia all'Eurovision Song Contest;
- Katrina Leskanich, cantante e vincitrice dell'Eurovision Song Contest 1997 come parte dei Katrina and the Waves;
- William Lee Adams, giornalista e conduttore radiofonico;
- Christer Björkman, cantante e produttore televisivo.

## Partecipanti
RTVE ha selezionato i 18 partecipanti fra le 876 proposte ricevute, annunciati il 25 ottobre 2022. I titoli dei rispettivi brani sono stati svelati il successivo 2 novembre, e sono stati resi disponibili a partire dal 18 dicembre.
| Artista       | Titolo             | Lingua            | Compositori |
| ------------- | ------------------ | ----------------- | --- |
| Agoney        | Quiero arder       | Spagnolo          | Agoney Hernández Morales, Marta Martínez López, Andrés Huélamo López                                                                |
| Alfred García | Desde que tú estás | Spagnolo          | Alfred García, Raúl Gómez |
| Alice Wonder  | Yo quisiera        | Spagnolo          | Alicia Climent Barriuso |
| Aritz Arén    | Flamenco           | Spagnolo, inglese | Carlos Marco, Frida Amundsen, Kaci Brown, Sam Gray, Tonino Speciale                                                                 |
| Blanca Paloma | Eaea               | Spagnolo          | Blanca Paloma, Jose Pablo Polo |
| E'Femme       | Uff!               | Spagnolo, inglese | Antonio Escobar Núñez, Bárbara Reyzábal, E'Femme                                                                                    |
| Famous        | La Lola            | Spagnolo          | Adrián Ghiardo, Andrés Sebastián Ramírez, Jorge de la Cruz Correa                                                                   |
| Fusa Nocta    | Mi familia         | Spagnolo          | Ignacio Moreno Gonzalez, Carlos Padilla Linares, Miriam Nares Signes                                                                |
| José Otero    | Inviernos en Marte | Spagnolo          | José Otero, Manu Chalud, Gabriel Oré, Kenya Saiz, Karen Méndez                                                                      |
| Karmento      | Quiero y duelo     | Spagnolo          | Carmen Toledo |
| Megara        | Arcadia            | Spagnolo          | Sara Jiménez Moral, Roberto La Lueta Ruíz, Israel Dante Ramos                                                                       |
| Meler         | No nos moverán     | Spagnolo          | Jonathan Geraint Burt, Francisco Javier Pagalday González, Natalia Neva Martín, Oliver García Cerón, José Héctor Portilla Rodríguez |
| Rakky Ripper  | Tracción           | Spagnolo          | Raquel García Cabrerizo, Aleix Martin Font, Joan Valls Paniza, Rubén Pérez Pérez                                                    |
| Sharonne      | Aire               | Spagnolo          | Iván Torrent, Alejandro Barroso, Cristóbal Garrido                                                                                  |
| Siderland     | Que esclati tot    | Catalano          | Uri Plana, Albert Sort, Andreu Manyós, Roger Argemí                                                                                 |
| Sofía Martín  | Tuki               | Spagnolo          | Sofía Martín, Freddy Rochow, Claudio Maselli                                                                                        |
| Twin Melody   | Sayonara           | Spagnolo, inglese | Aitana Etxeberria, Paula Etxeberria, Jonathan Geraint Burt, Natalia Neva Martín                                                     |
| Vicco         | Nochentera         | Spagnolo          | Victoria Riba, Rubén Pérez Pérez, Joan Valls Paniza                                                                                 |

## Semifinali
Le semifinali si sono svolte in due serate, il 31 gennaio e il 2 febbraio 2023, e hanno visto competere 9 partecipanti ciascuna per i 4 posti per puntata destinati alla finale. La divisione delle semifinali è stata resa noto l'11 gennaio 2023.

### Prima semifinale
La prima semifinale si è tenuta il 31 gennaio 2023 presso il Palau Municipal d'Esports l'Illa di Benidorm. L'ordine d'esibizione è stato reso noto il 31 gennaio 2023.
Mónica Naranjo, presentatrice dell'evento, ha aperto la serata cantando Diva di Dana International, brano vincitore dell'Eurovision Song Contest 1998. Leo Rizzi, secondo ospite della serata, si è esibito con Arcade di Duncan Laurence, brano vincitore dell'Eurovision Song Contest 2019. Edurne, rappresentante della Spagna all'Eurovision Song Contest 2015, si è esibita durante il conteggio dei voti con un medley di Amores dormidos, Boomerang e Te quedaste solo.
Ad accedere alla finale sono stati Agoney, i Megara, Alice Wonder e Fusa Nocta.
| # | Artista      | Titolo         | Giuria | Pubblico | Pubblico    | Totale | Posizione |
| # | Artista      | Titolo         | Giuria | Televoto | Demoscopica | Totale | Posizione |
| - | ------------ | -------------- | ------ | -------- | ----------- | ------ | --------- |
| 1 | Sharonne     | Aire           | 45     | 22       | 20          | 87     | 6         |
| 2 | Aritz Arén   | Flamenco       | 50     | 35       | 22          | 107    | 5         |
| 3 | Sofía Martín | Tuki           | 22     | 13       | 13          | 48     | 9         |
| 4 | Agoney       | Quiero arder   | 86     | 40       | 35          | 161    | 1         |
| 5 | Megara       | Arcadia        | 51     | 30       | 30          | 111    | 4         |
| 6 | Alice Wonder | Yo quisiera    | 79     | 25       | 15          | 119    | 2         |
| 7 | Meler        | No nos moverán | 29     | 15       | 40          | 84     | 7         |
| 8 | Fusa Nocta   | Mi familia     | 65     | 28       | 25          | 118    | 3         |
| 9 | Twin Melody  | Sayonara       | 29     | 20       | 28          | 77     | 8         |

### Seconda semifinale
La seconda semifinale si è tenuta il 2 febbraio 2023 presso il Palau Municipal d'Esports l'Illa di Benidorm. L'ordine d'esibizione è stato reso noto il 2 febbraio 2023.
Miguel Poveda ha aperto l'evento cantando Eres tú dei Mocedades, brano rappresentante della Spagna all'Eurovision Song Contest 1973. Álvaro Soler, secondo ospite della serata, si è esibito durante il conteggio dei voti con l'inedito Candela, mentre Gloria Trevi si è esibita con un medley di Gloria e Todos me miran.
Ad accedere alla finale sono stati José Otero, Karmento, Blanca Paloma e Vicco.
| # | Artista       | Titolo             | Giuria | Pubblico | Pubblico    | Totale | Posizione |
| # | Artista       | Titolo             | Giuria | Televoto | Demoscopica | Totale | Posizione |
| - | ------------- | ------------------ | ------ | -------- | ----------- | ------ | --------- |
| 1 | Famous        | La Lola            | 46     | 13       | 28          | 87     | 7         |
| 2 | José Otero    | Invierno en Marte  | 63     | 20       | 22          | 105    | 4         |
| 3 | Karmento      | Quiero y duelo     | 47     | 35       | 30          | 112    | 3         |
| 4 | Rakky Ripper  | Tracción           | 24     | 15       | 13          | 52     | 9         |
| 5 | Blanca Paloma | Eaea               | 92     | 40       | 35          | 167    | 1         |
| 6 | E'Femme       | Uff!               | 17     | 22       | 25          | 64     | 8         |
| 7 | Siderland     | Que esclati tot    | 48     | 25       | 15          | 88     | 6         |
| 8 | Alfred García | Desde que tú estás | 52     | 30       | 20          | 102    | 5         |
| 9 | Vicco         | Nochentera         | 67     | 28       | 40          | 135    | 2         |

## Finale
La finale si è tenuta il 4 febbraio 2023 presso il Palau Municipal d'Esports l'Illa di Benidorm. L'ordine di uscita è stato reso noto il 3 febbraio 2022.
Manuel Carrasco ha aperto la serata cantando l'inedito Eres. Mónica Naranjo, presentatrice dell'evento, si è esibita durante il conteggio dei voti con una versione remix di Sobreviviré. Ana Mena, ultima ospite della serata, si è esibita con un medley di Un clásico e Las 12.
Blanca Paloma è risultata la vincitrice del festival dopo avere ottenuto il punteggio più alto dalla giuria di esperti e dal televoto, nonché il secondo più alto dalla giuria demoscopica. Agoney ha conquistato la medaglia d'argento arrivando secondo nel voto della giuria e nel televoto, nonché terzo nel voto della demoscopica. Vicco è stata la vincitrice nel voto della giuria demoscopica, ma i terzi posti conquistati nel voto della giuria di esperti e nel televoto l'hanno costretta a fermarsi al terzo posto nella graduatoria finale.
| # | Artista       | Titolo            | Giuria | Pubblico | Pubblico    | Totale | Posizione |
| # | Artista       | Titolo            | Giuria | Televoto | Demoscopica | Totale | Posizione |
| - | ------------- | ----------------- | ------ | -------- | ----------- | ------ | --------- |
| 1 | Karmento      | Quiero y duelo    | 35     | 25       | 20          | 80     | 6         |
| 2 | Megara        | Arcadia           | 50     | 28       | 28          | 106    | 4         |
| 3 | Alice Wonder  | Yo quisiera       | 53     | 20       | 16          | 89     | 5         |
| 4 | Fusa Nocta    | Mi familia        | 24     | 22       | 25          | 71     | 8         |
| 5 | Agoney        | Quiero arder      | 80     | 35       | 30          | 145    | 2         |
| 6 | Blanca Paloma | Eaea              | 94     | 40       | 35          | 169    | 1         |
| 7 | José Otero    | Invierno en Marte | 37     | 16       | 22          | 75     | 7         |
| 8 | Vicco         | Nochentera        | 59     | 30       | 40          | 129    | 3         |

## Ascolti
| Puntata    | Messa in onda   | Telespettatori | Share | Note   |
| ---------- | --------------- | -------------- | ----- | ------ |
| Semifinali | 31 gennaio 2023 | 1 044 000      | 10,0% | [ 18 ] |
| Semifinali | 2 febbraio 2023 | 1 020 000      | 9,4%  | [ 19 ] |
| Finale     | 4 febbraio 2023 | 1 887 000      | 14,7% | [ 20 ] |
| Media      | Media           | 1 317 000      | 11,4% |        |